# シャルヴンソ
シャルヴンソ、シャルヴァンソ（フランス語: Charvensod [ʃaʁvɑ̃so]）は、イタリア共和国ヴァッレ・ダオスタ州にある、人口約2,400人の基礎自治体（コムーネ）。

## 地理

### 位置・広がり

#### 隣接コムーネ
隣接するコムーネは以下の通り。
- アオスタ
- ブリソーニュ
- コーニュ
- グレッサーン
- ポレアン

## 行政

### 分離集落
シャルヴンソには、以下の分離集落（フラツィオーネ）がある。
- Félinaz, Plan-Félinaz, Pont-Suaz, Ampaillan, Péroulaz, La Giradaz, Roulaz, Saint-Pantaléon, Chef-lieu